# Championnats d'Afrique des épreuves combinées
Les Championnats d'Afrique des épreuves combinées sont une ancienne compétition d'athlétisme créée en 1999.

## Éditions
| N° | Année | Ville hôte        |
| -- | ----- | ----------------- |
| 1  | 1999  | Alger ( Algérie)  |
| 2  | 2005  | Tunis ( Tunisie)  |
| 3  | 2009  | Réduit ( Maurice) |
| 4  | 2011  | Réduit ( Maurice) |
| 5  | 2012  | Réduit ( Maurice) |
| 6  | 2016  | Réduit ( Maurice) |

## Médaillés

### Décathlon hommes
| Année | Or                       | Or        | Argent                    | Argent    | Bronze                  | Bronze    |
| ----- | ------------------------ | --------- | ------------------------- | --------- | ----------------------- | --------- |
| 1999  | Rédouane Youcef (ALG)    | 7 375 pts | Christo Blignaut (RSA)    | 7 347 pts | Amine Hafed (ALG)       | 7 042 pts |
| 2005  | François Potgieter (RSA) | 7 168 pts | Anis Riahi (TUN)          | 7 140 pts | Jannie Botha (RSA)      | 7 004 pts |
| 2009  | Ali Kamé (MAD)           | 7 363 pts | Ahmed Mohamed Saad (EGY)  | 7 049 pts | Guillaume Thierry (MRI) | 6 968 pts |
| 2011  | Ali Kamé (MAD)           | 7 685 pts | Guillaume Thierry (MRI)   | 7 444 pts | George Joubert (RSA)    | 7 431 pts |
| 2012  | Ali Kamé (MAD)           | 7 409 pts | Guillaume Thierry (MRI)   | 7 356 pts | Jonathan Caetane (MRI)  | 6 147 pts |
| 2016  | Guillaume Thierry (MRI)  | 7 481 pts | Louis Fabrice Rajah (MRI) | 7 022 pts | Gert Swanepoel (RSA)    | 6 570 pts |

### Heptathlon femmes
| Année | Or                        | Or        | Argent                   | Argent    | Bronze                 | Bronze    |
| ----- | ------------------------- | --------- | ------------------------ | --------- | ---------------------- | --------- |
| 1999  | Stéphanie Domaingue (MRI) | 4 857 pts | Fatima Zahra Dkouk (MAR) | 4 742 pts | Zahra Lachgar (MAR)    | 4 715 pts |
| 2005  | Sarah Bouaoudia (ALG)     | 5 492 pts | Muna Jabir Ahmed (SUD)   | 4 919 pts | Aïda Chaabane (TUN)    | 4 747 pts |
| 2009  | Margaret Simpson (GHA)    | 5 677 pts | Selloane Tsoaeli (LES)   | 5 116 pts | Florence Wasike (KEN)  | 4 906 pts |
| 2011  | Margaret Simpson (GHA)    | 6 134 pts | Janet Lawless (RSA)      | 5 673 pts | Uhunoma Osazuwa (NGA)  | 5 663 pts |
| 2012  | Margaret Simpson (GHA)    | 6 184 pts | Gabriella Kouassi (CIV)  | 5 766 pts | Selloane Tsoaeli (LES) | 5 194 pts |
| 2016  | Marthe Koala (BUR)        | 5 772 pts | Bianca Erwee (RSA)       | 5 378 pts | Nienka Du Toit (RSA)   | 4 978 pts |